# Faustino Oro
Faustino Oro, conegut com a «Fausti» i «el Messi dels escacs», (Buenos Aires, 14 d'octubre de 2013) és un jugador d'escacs argentí, resident a Badalona (el Barcelonès). Compta amb una norma de Mestre Internacional d'escacs i ha estat el jugador més jove de la història a arribar a un Elo de 2300.

## Trajectòria
Va començar a jugar escacs durant la pandèmia de COVID-19. Inicialment va aprofundir en el joc de manera autodidacta, passant després a les mans de diversos mestres i professors.
Ha liderat les classificacions mundials d'escacs en categories sub-8, sub-10, sub-11 i sub-12 amb àmplia diferència. A l'abril de 2023 es va convertir en el Mestre FIDE més jove de la història.
Al setembre de 2023 i amb nou anys d'edat, es va convertir en el més jove a obtenir una norma de Mestre internacional d'escacs després de quedar subcampió en el torneig ITT Copa Ciutat de Comodor Rivadavia.
Al març de 2024 va derrotar a Magnus Carlsen i a Hikaru Nakamura, número u i tres mundial, respectivament. Totes dues gestes aconseguides en partides a ritme bala durant el torneig Bullet Brawl 2024. Tenint en compte el seu acompliment impressionant contra els millors jugadors d'escacs del món, va quedar catorzè en l'edició del 9 de març i tretzè en la del 16 de març.
Actualitament resideix a Catalunya amb els seus pares, buscant aprofitar les millors oportunitats per la seva actual i futura carrera com a jugador d'escacs. Juga els tornejos en representació del seu país natal, l'Argentina.